# Посёлок разъезда Мендян
Посёлок разъезда Мендян (разъезд Мендян, Мендян)  — селение Шафрановского сельсовета Альшеевского района Башкортостана, объединённое в 2005 году с селом Шафраново. В 2002 году численность населения 2 человека, ни одного мужского пола. 100 % — татары.  Здесь же находится платформа 1478 км. До Мендяново ок. 3 км. по прямой.
Возник в связи со строительством Транссиба.  В 1920 г. состоял из 18 дворов с русским населением из 94 человек. 

## История
Закон «О внесении изменений в административно-территориальное устройство Республики Башкортостан в связи с образованием, объединением, упразднением и изменением статуса населенных пунктов, переносом административных центров» от 20 июля 2005 года N 211-з постановил:
2. Объединить следующие населенные пункты с сохранением наименований:

1) в Альшеевском районе:

г) поселение железнодорожная будка 1490 км, поселок разъезда Мендян,поселок санатория N 3 и село Шафраново Шафрановского сельсовета, установив объединенному населенному пункту тип поселения — село, с сохранением наименования «Шафраново»;